# Faramarz Aslani

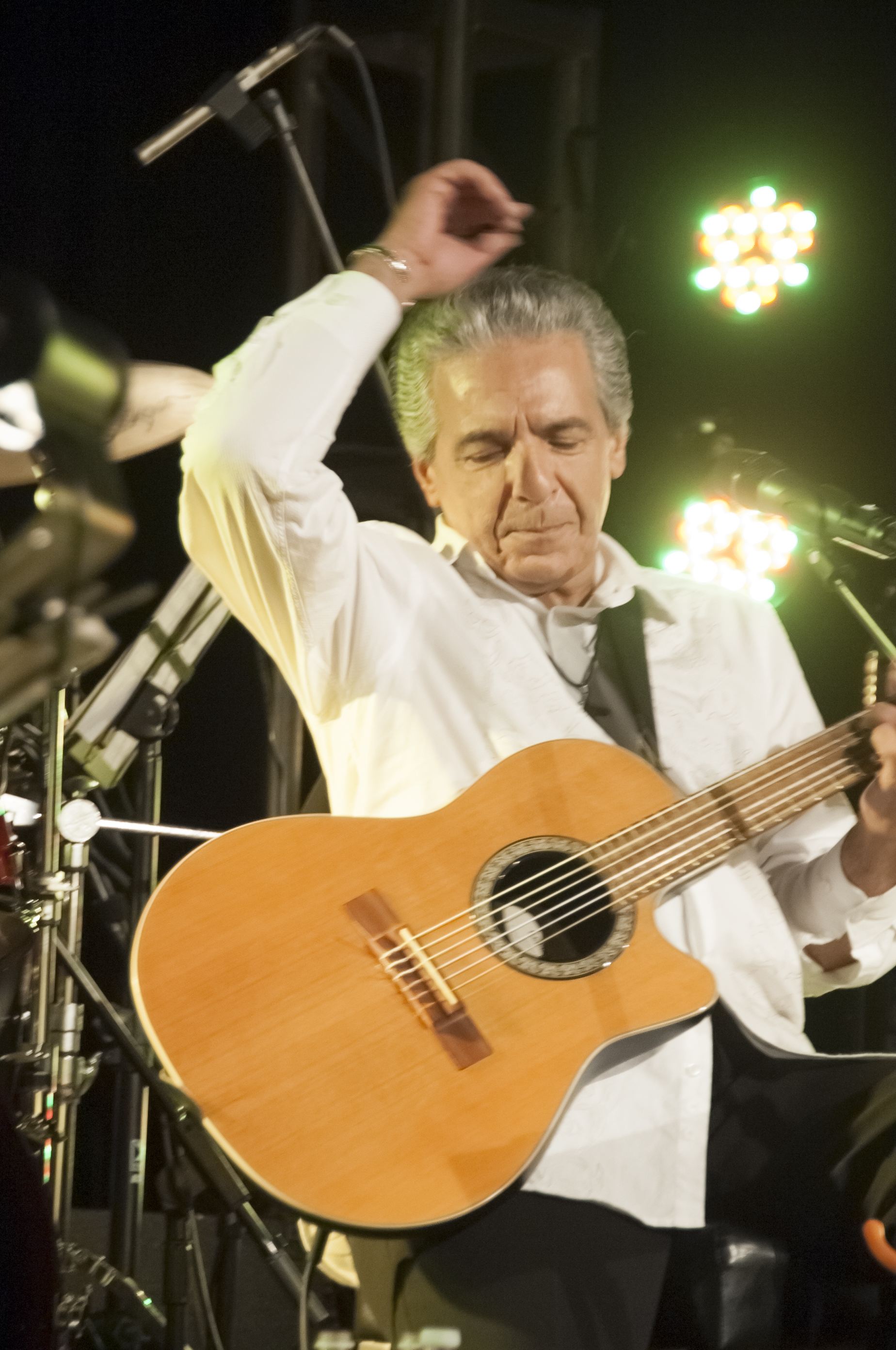
Faramarz Aslani (2013)

Faramarz Aslani (persisch فرامرز اصلانی; geb. 13. Juli 1945 in Teheran; gest. 20. März 2024 in Maryland, USA) war ein iranischer Singer-Songwriter, Gitarrist und Musikproduzent.

## Leben und Wirken
Faramarz Aslani wurde in Teheran, Iran, geboren. Er war Absolvent des College of Journalism der Universität London und schrieb nach seinem Abschluss Anfang der 1970er Jahre für mehrere persische und englische Zeitungen und Zeitschriften. Nach seiner Rückkehr in sein Heimatland arbeitete er für das englischsprachige Tehran Journal. 
Aslani begann seine musikalische Karriere in den späten 1960er Jahren und gewann bald an Popularität in der iranischen Musikszene. Er studierte Musik an der Universität von Teheran und beschäftigte sich dort vor allem mit der klassischen persischen Musik.
In den 1970er Jahren veröffentlichte Aslani sein erstes Album mit dem Titel "Ghadim" (Alte Zeiten). Seine Musik zeichnet sich durch eine Mischung aus traditionellen persischen Melodien, Jazz, Blues und Folk aus.
Ein Höhepunkt seiner Karriere war die Zusammenarbeit mit der iranischen Dichterin und Songwriterin Leila Kasra in den späten 1970er Jahren. Gemeinsam schufen sie einige der bekanntesten und beliebtesten persischen Lieder ihrer Zeit, darunter "Age Ye Rooz" und "Ashegham Man".
Sein Album Occupation of The Heart, das er 1977 für CBS Records International aufnahm, hielt sich seit seinem Erscheinen in den Charts. Für dieselbe Firma nahm er auch ein weiteres Album auf, Hafez, a Memorandum. Auf diesem Album schrieb er Musik zu acht Gedichten von Hafez, einem der berühmtesten persischen Dichter und Mystiker.
Nach der Revolution im Iran 1979 zog er mit seiner Familie zurück nach England, wo er sowohl als Journalist als auch als Musiker arbeitete. Seine erste Tournee durch die Vereinigten Staaten begann 1992 mit einem Auftritt im Shrine Auditorium. 
Im Jahr 2010 veröffentlichte Aslani sein erstes Album seit 1999 mit dem Titel The Third Line (Khatte Sevvom), in seiner ersten Zusammenarbeit mit dem unabhängigen Plattenlabel Bamahang Productions.
Er arbeitete auch mit mehreren anderen iranischen Künstlern zusammen und veröffentlichte mehrere Alben. Rumi, The Beloved Is Here, war eine Zusammenarbeit mit Dariush Eghbali und Ramesh. Dieses Album ist eine Ode an den großen Dichter und Mystiker Rumi. Aslani war auch auf dem Album Yealbum he (One Day) von Shahrzad Sepanlou mit dem Lied Maa (Us) vertreten. Im Jahr 2011 kamen Dariush Eghbali und Faramarz Aslani wieder zusammen, um das Duett Divar" (Wall) zu singen, als sie ihre anderthalbjährige Duett-Welttournee The Legends Concert" begannen, die sie in 28 Städte vom Fernen Osten über den Nahen Osten bis nach Europa und Nordamerika führte.
Er starb am 20. März 2024 im Alter von 78 Jahren in einem Krankenhaus in Maryland an den Folgen einer Krebserkrankung.
Faramarz Aslani erhielt im Laufe seiner Karriere zahlreiche Auszeichnungen und gilt heute als eine Ikone der persischen Musik, deren Einfluss weit über die Grenzen des Iran hinaus reicht.

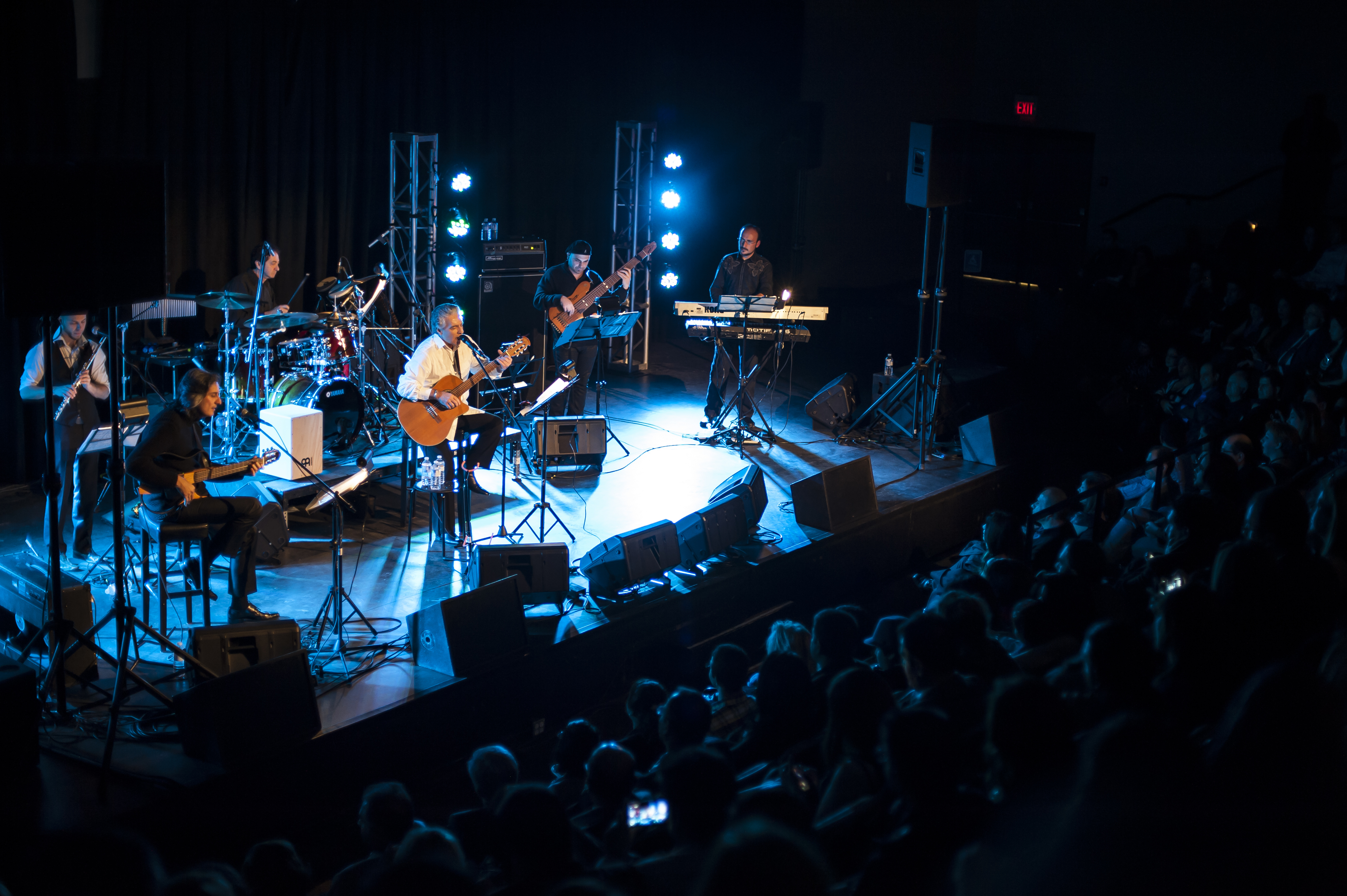
Faramarz Aslani bei einem Konzert in Calgary, Kanada, Nov. 2013

## Diskografie

### Studioalben
- 1977: Occupation of The Heart Columbia Records (CBS)
- 1978: Hafez, a Memorandum Columbia Records (CBS)
- 1999: Days of Songs & Sorrow Caltex Records
- 2002: The Beloved Is Here DBF Records
- 2010: The Third Line Bamahang Productions.
- 2017: Midnight to Dawn

### Singles (Auswahl)
- 1977: Age Ye Rooz
- 1979: Soroude Karegar
- 1998: Parastooha (feat. Faramarz Assef)
- 2010: Ma (feat. Shahrzad Sepandlou)
- 2011: Age Ye Rooz (feat. Dariush)
- 2011: Ey Eshgh (feat. Dariush)
- 2011: Divar (feat. Dariush)
- 2013: To (Unplugged)
- 2014: Do Dariche
- 2017: Yar (mit Babak Amini)
- 2018: Nakhab Koroush
- 2020: Hanooz (Romantic/Rhythmic Version)
- 2021: Age Ye Roozi (feat. Erfan & Danny)
- 2021: Yadist
- 2022: Fardaye Azadi